# Holderbank (Soleura)
Holderbank es una comuna suiza del cantón de Soleura, situada en el distrito de Thal. Limita al norte con las comunas de Mümliswil-Ramiswil y Langenbruck (BL), al este con Egerkingen, al sur con Oberbuchsiten, y al oeste con Balsthal.

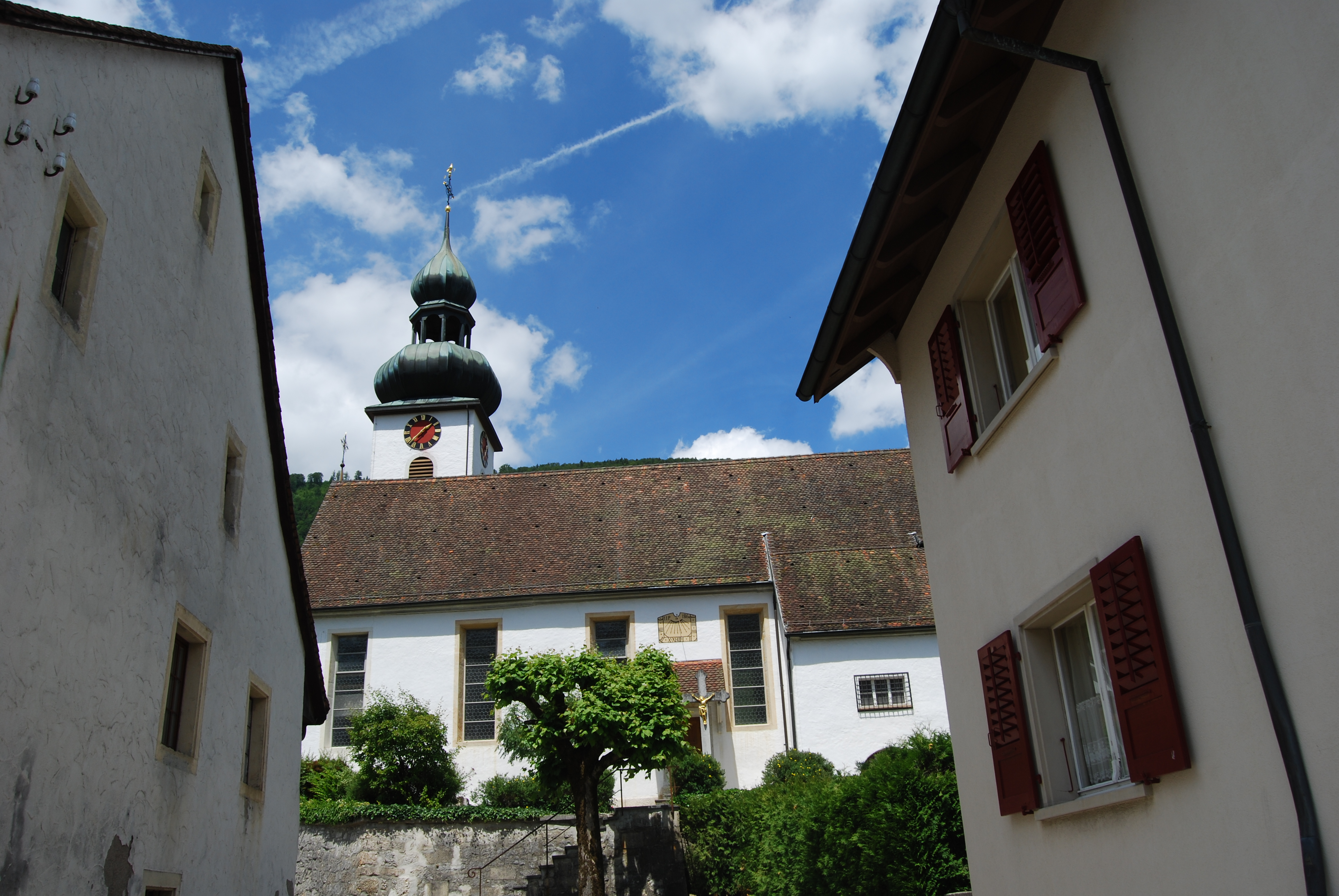
Holderbank